# Дубс, Якоб
Якоб Дубс (нем. Jakob Dubs) (26 июля 1822 года, Аффольтерн-на-Альбисе, кантон Цюрих, Швейцария — 13 января 1879 года, Лозанна, кантон Во, Швейцария) — швейцарский политик, президент. Член Радикально-демократической партии.

## Биография
Якоб Дубс родился в семье мясника. После окончания школы в Цюрихе, изучал право в университетах Берна и Гейдельберга. После ранней смерти его первой жены Франциски Кампфер (1825-1850), он в 1856 году женился на дочери шёлкового фабриканта из Штефы Паулине Хейц (1837-1895). В 1847 году был избран в кантональный парламент Цюриха. Одновременно занимался журналистской деятельностью, в качестве редактора «Schweizerischen Republikaners» и «Landboten». В 1849 году избран в Национальный совет, в 1854 - в сенат и Исполнительный совет (кантональное правительство). В сенате был сторонником либерального направления Альфреда Эшера против радикалов Якоба Штемпфли. После смерти Йонаса Фуррера был избран в Федеральный совет Швейцарии.
- 3 июля — 22 июля 1854 — президент Национального совета парламента Швейцарии.
- 7 июля — 27 сентября 1856 — президент Совета кантонов парламента Швейцарии.
- 1856 — 1857 — глава правительства кантона Цюрих (1-й раз).
- 1857 — президент Федерального трибунала Швейцарии.
- 1858 — 1859 — глава правительства кантона Цюрих (2-й раз).
- 1860 — 1861 — глава правительства кантона Цюрих (3-й раз).
- 30 июля 1861 — 28 мая 1872 — член Федерального совета Швейцарии.
- июль 1861 — 31 декабря 1863 — начальник департамента (министр) юстиции и полиции.
- 1 января — 31 декабря 1863 — вице-президент Швейцарии.
- 1 января — 31 декабря 1864 — президент Швейцарии, начальник политического департамента (министр иностранных дел).
- 1 января — 31 декабря 1865 — начальник департамента внутренних дел.
- 1 января — 31 декабря 1866 — начальник департамента юстиции и полиции.
- 1 января — 31 декабря 1867 — вице-президент Швейцарии, начальник департамента почт.
- 1 января — 31 декабря 1868 — президент Швейцарии, начальник политического департамента.
- 1 января — 31 декабря 1869 — начальник департамента почт.
- 1 января — 31 декабря 1870 — президент Швейцарии, начальник политического департамента.
- 1 января 1871 — 28 мая 1872 — начальник департамента внутренних дел.

Вместе с Гюставом Муанье участвовал в создании Швейцарского Красного Креста в 1866 году и стал его первым президентом.